# Международный научный центр имени Вудро Вильсона
Междунаро́дный нау́чный центр и́мени Ву́дро Ви́льсона, или Центр Ви́льсона — аналитический центр, проводящий исследования исследования глобальной политики. Расположен в здании Рональда Рейгана и Международном торговом центре (Вашингтон, округ Колумбия). Назван в честь Вудро Вильсона — единственного президента США, получившего докторскую степень. Основан в 1968 году актом Конгресса, став одновременно мемориалом Вильсону и частью Смитсоновского института. Неоднократно оценивался Программой аналитических центров и гражданского общества Университета Пенсильвании как один из десяти лучших в мире. В частности, по их рейтингу, он был признан в 2018 году ведущим аналитический центром по региональным исследованиям в мире.
С 15 марта 2021 года до 1 апреля 2025 года президентом и генеральным директором центра был Марк Эндрю Грин.

## Организация и финансирование

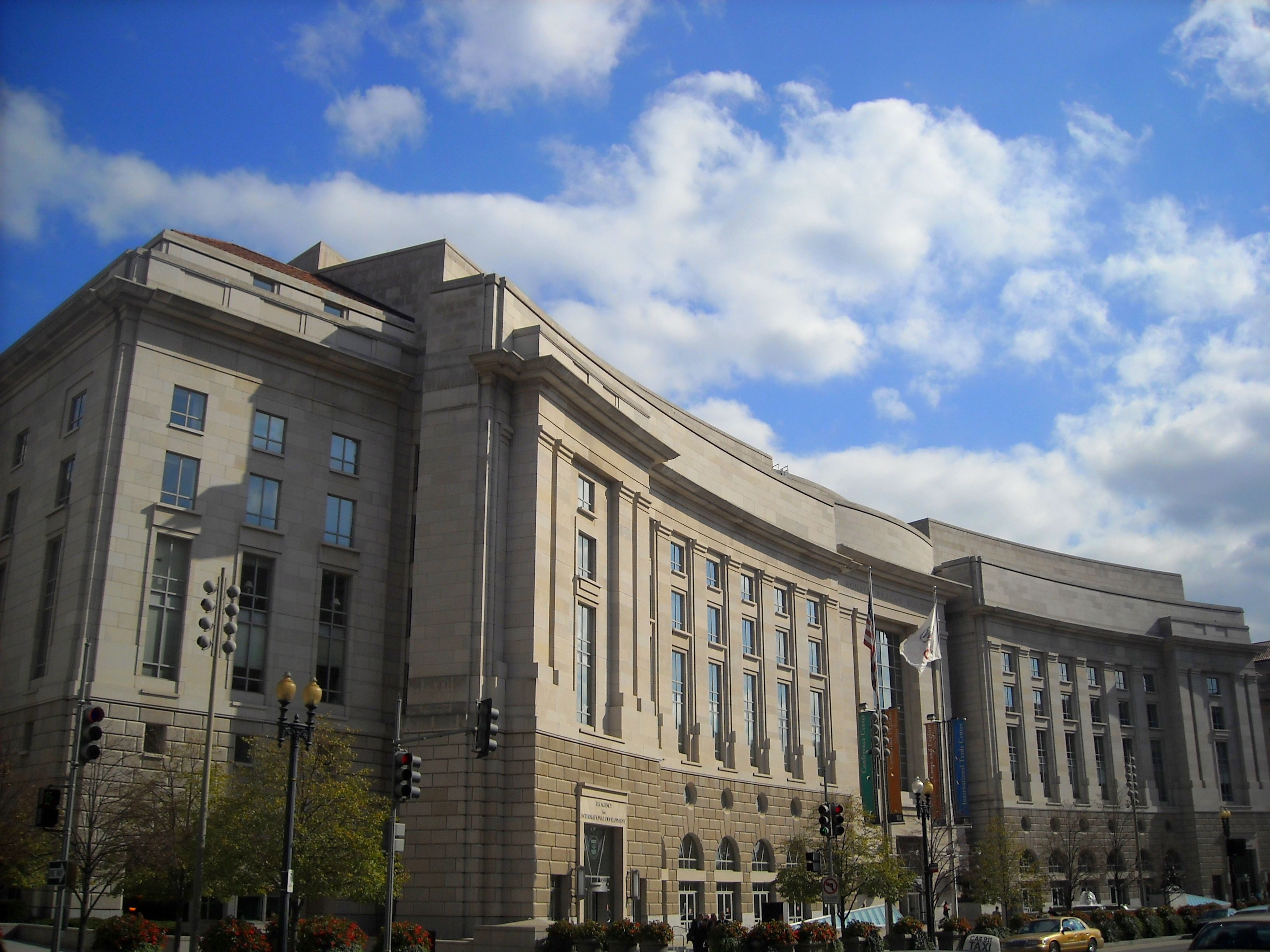
Здание Рональда Рейгана и Международный торговый центр, где расположен Центр Уилсона

Центр был создан при Смитсоновском институте, но у него есть собственный попечительский совет, состоящий как из государственных чиновников, так и из частных лиц, назначаемых президентом Соединённых Штатов. Центр также издает цифровой журнал Wilson Quarterly.
Центр является государственно-частным партнерством. Приблизительно одна треть средств центра ежегодно поступает за счет ассигнований правительства США, а сам центр расположен в крыле здания Рональда Рейгана, федерального офисного здания, где центр находится в безвозмездной аренде на 30 лет. Остальная часть финансирования центра поступает от фондов, грантов и контрактов, корпораций, частных лиц, доходов от пожертвований.

## Администрация
Попечительский совет, в настоящее время возглавляемый Биллом Хасламом, назначается на шестилетний срок президентом Соединённых Штатов.
- Директор, президент и главный исполнительный директор центра — Марк Эндрю Грин

Совет директоров
- Председатель — Билл Хэслем, бывший губернатор штата Теннесси
- Заместитель председателя: Дрю Мэлони
- Частные лица-члены:

- Ник Адамс (комментатор), Фонд свободы и американского величия (FLAG)
- Тельма Даггин, президент AnBryce Foundation
- Брайан Хук, бывший спецпредставитель США по Ирану; старший политический советник государственного секретаря; и вице-председатель Cerberus Global Investments
- Дэвид Джейкобсон, бывший посол США в Канаде и вице-председатель BMO Financial Group
- Тимоти Патаки, бывший директор Управления по связям с общественностью
- Алан Н. Рехчаффен, частный инвестор; старший преподаватель права, Нью-Йоркский университет
- Луи Зусман, бывший посол США в Великобритании

- Общественные участники:

- Энтони Блинкен, бывший государственный секретарь США
- Лонни Банч, секретарь Смитсоновского института
- Мигель Кардона, бывший министр образования США
- Дэвид Ферриеро, архивариус США
- Карла Хейден, библиотекарь Конгресса
- Шелли Лоу, председатель Национального фонда гуманитарных наук
- Хавьер Бесерра, бывший министр здравоохранения и социальных служб США

## Программы
Большинство сотрудников центра формируют специализированные программы и проекты, охватывающие широкие области обучения. Ключевые программы включают:
- Проект международной истории холодной войны,
- Программа изменения окружающей среды и безопасности,
- Программа истории и государственной политики,
- Институт Кеннана, Институт Киссинджера,
- Программа изменения окружающей среды и безопасности,
- Северокорейский международный проект документации.

## Преследование в России
В Российской Федерации в ноябре 2022 года признан «нежелательной организацией».